# Brøndbyvester
Brøndbyvester è una cittadina danese, sede del comune di Brøndby, nella regione di Hovedstaden.